# Народная музыка стран Северной Европы
Народная музыка стран Северной Европы включает в себя ряд различных музыкальных направлений происходящих из культур части стран Северной Европы.
Описываемая группа охватывает музыкальные традиции т.н. «нордских стран» (англ. Nordic countries), а именно Скандинавии (Дания, Норвегия, Швеция), а также Исландии и Финляндии. Стоит учесть, что к культурной группе не относится музыка Прибалтики и Британских островов, включаемых в географию Северной Европы.
В традициях Северных стран можно встретить общие черты, несмотря на то, что многие из них сильно различаются. Прибалтика и северо-запад России имеют общие сходства, но они сильно отличаются от Норвегии, Швеции, Дании, островов Исландии и Фарерских островов. В культуре Гренландских эскимосов существуют свои музыкальные традиции, испытавшие влияние Скандинавии. Финляндия имеет множество сходств с Балтийскими и Скандинавскими странами. Уникальная культура Саамов Швеции, Норвегии, Финляндии и России связана с различными традициями соседей.

## Скандинавская музыка
Дульцимер и Народная скрипка самые распространённые и характерные инструменты, встречающиеся на территории всей Скандинавии. В Норвегии также встречаются восьмиструнная или девятиструнная хардингфеле. Гаммалдан (Gammaldans) — разновидность танцевальных песен, исполняемой на гармонике и аккордеоне. Эти инструменты популярны как в Швеции, так и в Норвегии периода конца 19-го и начала 20-го века.
Хороводы во время исполнения баллад стали традицией для многих народов на территории Северной Европы. До наших дней такой танец сохранился только на Фарерских островах, хотя подобные танцы были возрождены и на других территориях. В музыкальной теории Исландии встречаются несколько техник, которые больше не встречались нигде в Северной Европе (например параллельные квинты или органум).
Эскимосы Гренландии имеют свои собственные характерные черты в музыке, которые переплелись с элементами музыки Северной Европы, такими как kalattuut (Датская полька).
Финляндия долгое время пробыла под властью Швеции из-за чего большая часть финской культуры подверглась её влиянию. Много шведов живёт в Финляндии и наоборот, а из таких сообществ вышло множество традиционных и нео-фолк музыкантов, таких как шведо-финские Scea Jansson и Gjallarhorn или финно-шведские Norrlåtar и JP Nyströms.

## Балтийско-финская музыка

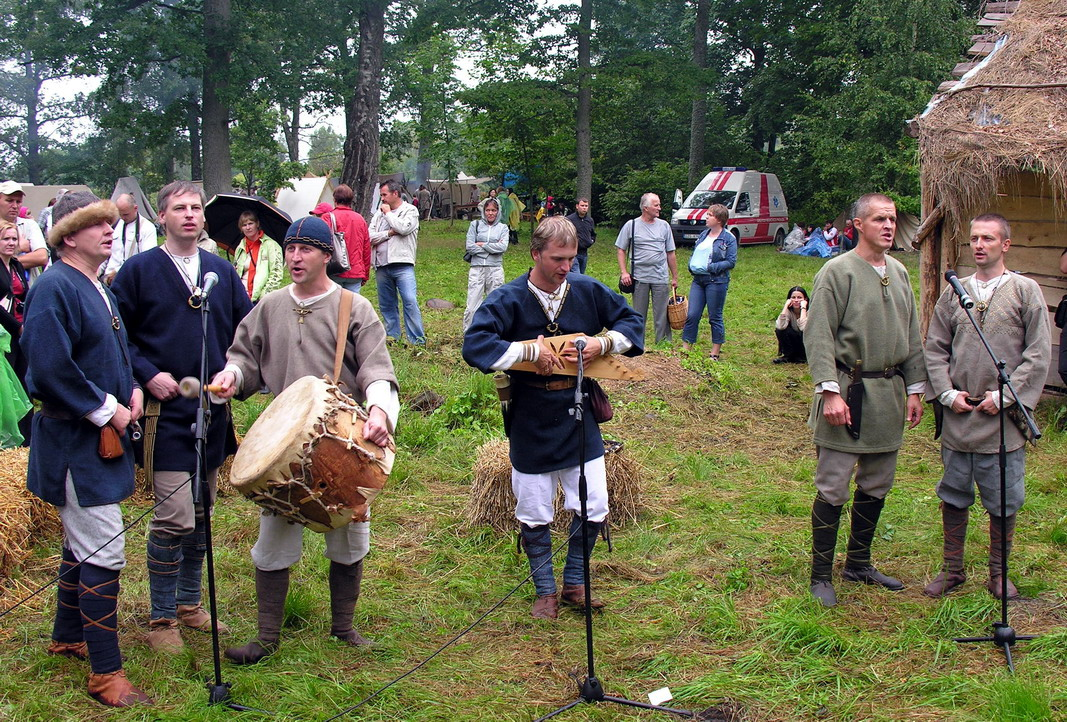
Мужской латвийский фольклорный ансамбль «Vilki», выступающий на фестивале Балтийских Ремесленников и военного дела «Apuolė 854», Август 2009

Финские связующие лиги в первую очередь связаны с Прибалтийско финскими народами России и Эстонии. Runolaulu (Руническая песня) получила большое распространение на данных территориях.
В Финляндии и в Эстонии существуют эпосы, основанные на взаимосвязанных формах рунических песен («Калевала» и «Калевипоэг»). «Эстонская рунная песня имеет такую же базовую форму, что и Финский вариант, с которой она тесно связана: в строке восемь тактов, мелодия редко охватывает более, чем первые пять ступеней (нот) диатоники, а при коротких фразах мелодия обычно идёт вниз».
Балтийские псалтерии — это семейство струнных коробчатых цитр, распространённых на территориях Финляндии (Кантеле), Прибалтики (Каннель в Эстонии, Канклес в Литве и кокле в Латвии) и на северо-западе России (крыловидные гусли)
На смычковой лире (Шведская tagelharpa, Эстонская talharpa или 'hiiurootsi kannel, Финская jouhikko или jouhikantele), до недавнего времени часто играли Шведы, живущие в Эстонии.
В 19-м веке во всех странах Прибалтики наблюдался рост применения иностранных инструментов и стилей музыки, что привело к слиянию таких инструментов как цитры и кокле цитровидный кокле, а также Латвийски стиль пения ziņģe (развивавшийся под немецким влиянием).